# Incubo (singolo)
Incubo è un singolo del duo musicale italiano Psicologi, pubblicato il 27 gennaio 2021 e in rotazione radiofonica dal 5 febbraio.

## Tracce
1. Incubo – 3:04

## Classifiche
| Classifica (2021) | Posizione massima |
| ----------------- | ----------------- |
| Italia            | 40                |